# محمد سليمانا
محمد سليمانا قالب:Lang-tw هو لاعب كرة قدم غاني في مركز نصف الجناح، ولد في 2002 في كوفوريدوا في غانا.